# 4175 Біллбаум
4175 Біллбаум (4175 Billbaum) — астероїд головного поясу, відкритий 15 квітня 1985 року.
Тіссеранів параметр щодо Юпітера — 3,310.